# محمود کجک (بازیکن فوتبال، زاده ۱۹۹۱)
محمود کجک (عربی: محمود محمد كجك؛ زادهٔ ۱ آوریل ۱۹۹۱) بازیکن فوتبال اهل لبنان است.
از باشگاه‌هایی که در آن بازی کرده‌است می‌توان به باشگاه فوتبال الانصار لبنان اشاره کرد.
وی همچنین در تیم‌های ملی فوتبال زیر ۲۳ سال لبنان و لبنان بازی کرده‌است.